# دیوید آمرام
دیوید آمرام (انگلیسی: David Amram؛ زادهٔ ۱۷ نوامبر ۱۹۳۰) آهنگساز، تنظیم‌کننده، موسیقی‌دان، رهبر ارکستر، ترانه‌سرا و خواننده اهل ایالات متحده آمریکا است.
از فیلم‌ها یا مجموعه‌های تلویزیونی که وی در آن‌ها نقش داشته است، می‌توان به شکوه علفزار، سازش، وحشی‌های جوان، کاندیدای منچوری، هفت روز در ماه مه، تماشاخانه آمریکایی اشاره نمود.